# نایجلا لاوسون
نایجلا لاوسون (انگلیسی: Nigella Lawson؛ زادهٔ ۶ ژانویهٔ ۱۹۶۰) یک روزنامه‌نگار، مجری تلویزیون، نویسنده (راهنمای آشپزی)، پدیدآور اهل بریتانیا است. وی از سال ۱۹۸۳ میلادی تاکنون مشغول فعالیت بوده‌است.

## سرگذشت
پدرش نایجل لاوسون وزیر امور اقتصاد و دارایی (سابق) انگلیس بوده است. خانواده او صاحب شرکت J. Lyons & Co می‌باشند که در زمینه اداره رستوران‌ها و تهیه مواد غذایی فعالیت می‌کند. نایجل بعد از فارغ‌التحصیل شدن از دانشگاه آکسفورد، به نوشتن و قلم زدن در مورد رستوران‌ها و نقد آنها مشغول شد. در سال ۱۹۸۶ میلادی در روزنامه ساندی تایمز استخدام شد.
در سال ۱۹۹۸ میلادی نایجل لاوسون کتاب آشپزی «چگونه باید غذا خورد» را انتشار داد. این کتاب مقام پرفروش‌ترین کتاب سال را با تیراژ ۳۰۰٬۰۰۰ نسخه، به خود اختصاص داد.
و متعاقباً کتاب دومش How to be a Domestic Goddess بهترین جایزه ادبی سال ۲۰۰۰ میلادی را از آن خود کرد.
در سال ۲۰۱۱ میلادی پوشیدن لباس شنای بورکینی توسط نایجل لاوسون حین موج سواری در سواحل باندی واقع در استرالیا، خبرساز شد. بدن خانم لاوسن توسط یک بورکینی دو تکه سیاه به همراه کلاه و روسری محافظت می‌شد و تنها دست و پاها تا حد مچ، و صورتش معلوم بود. دلیل او برای انتخاب این لباس، به جای بحث‌های اسلامی، محافظت بدنش در مقابل آفتاب استرالیا عنوان شد. سخن‌گوی وی به خبرنگاران گفت: «نایجلا فقط می‌خواست بدنش را از آفتاب سوختگی محافظت کند و نه چیزی بیش از آن.»
او اولین چهره مشهوری نیست که برای شنا یک بورکینی پوشیده، نیکول کیدمن که پوست مهتابی دارد نیز این لباس شنا را ترجیح می‌دهد. در استرالیا مسئله محافظت پوست در برابر آفتاب را جدی می‌گیرند.
اعضای مسلمان انجمن نجات غریقهای استرالیا بورکینی‌های قرمز و زرد می‌پوشند.

## طلاق
در ماه ژوئیه ۲۰۱۳، نایجلا لاوسون پس از ۱۰ سال زندگی مشترک، درخواست طلاق فوری از شوهرش را داد. چارلز ساعتچی غول دنیای تبلیغات همسر او بود. چارلز ساعتچی یکی از پایه‌گذاران آژانس‌های تبلیغاتی Saatchi & Saatchi و M&C Saatchi است و دارایی خالص او ۱۰۰ میلیون دلار برآورد شده است. جدایی آنها پس از انتشار تصاویری از ساعتچی در حال اقدام به خفه کردن لاوسون انجام گرفت. ساعتچی با دادن بیانیه‌ای عمومی، اتهامات خشونت خانگی را رد کرد. این زوج از ازدواج‌های قبلی خود فرزند دارند، ولی با هم فرزندی ندارند.